# Magic Potion
Magic Potion — четвёртый студийный альбом американской блюзовой рок-группы The Black Keys. Он был выпущен в 2006 году и стал их первым альбомом, выпущенным на Nonesuch Records, текущем лейбле группы. Этот альбом стал первым, в котором они полностью написали и сочинили оригинальный материал, в отличие от предыдущих альбомов и EP.

## Об альбоме
Как и два первых альбома группы, Magic Potion был записан в подвале барабанщика Патрика Карни; по его оценке, альбом был записан с использованием «дерьмового оборудования стоимостью 5000 долларов». Гитарист группы Дэн Ауэрбах объяснил решение о месте записи:
Нам нравится звук необычных помещений. Здесь бетонные полы и стены. Потолок — это верхний этаж. Микшерный пульт и компьютер стоят на столе для инструментов, который сделал старик, раньше живший здесь. Все это слышно. Многие новые записи не имеют индивидуальности в звучании. Я хотел, чтобы она звучала как группа в подвале дома на Среднем Западе.

## Отзывы
| Совокупная оценка    | Совокупная оценка |
| Источник             | Оценка            |
| -------------------- | ----------------- |
| Metacritic           | 69/100            |
| Оценки критиков      |                   |
| Источник             | Оценка            |
| AllMusic             | [ 4 ]             |
| The A.V. Club        | B                 |
| Entertainment Weekly | A−                |
| Mojo                 | [ 7 ]             |
| NME                  | 6/10              |
| Pitchfork            | 6.0/10            |
| Q                    | [ 10 ]            |
| Rolling Stone        | [ 11 ]            |
| Slant Magazine       | [ 12 ]            |
| Spin                 | [ 13 ]            |

Альбом получил положительные отзывы музыкальной критики и интернет-изданий.

## Список композиций
Слова и музыка всех песен — Дэн Ауэрбах, Патрик Карни..
| №   | Название               | Длительность |
| --- | ---------------------- | ------------ |
| 1.  | «Just Got to Be»       | 3:01         |
| 2.  | «Your Touch»           | 2:45         |
| 3.  | «You're the One»       | 3:29         |
| 4.  | «Just a Little Heat»   | 3:42         |
| 5.  | «Give Your Heart Away» | 3:27         |
| 6.  | «Strange Desire»       | 4:22         |
| 7.  | «Modern Times»         | 4:22         |
| 8.  | «The Flame»            | 4:36         |
| 9.  | «Goodbye Babylon»      | 5:56         |
| 10. | «Black Door»           | 3:31         |
| 11. | «Elevator»             | 3:44         |

## Участники записи
- Дэн Ауэрбах — вокал, гитара, бас.
- Патрик Карни — ударные, продюсирование, перкуссия.

## Чарты
| Чарт (2006)                       | Высшая позиция |
| --------------------------------- | -------------- |
| Австралия (ARIA)                  | 27             |
| Бельгия/Фландрия (Ultratop)       | 99             |
| Франция (SNEP)                    | 109            |
| Шотландия (Scottish Albums Chart) | 77             |
| Великобритания (UK Albums Chart)  | 79             |
| США (Billboard 200)               | 95             |

## Сертификации
| Регион                                                                      | Сертификация | Продажи |
| --------------------------------------------------------------------------- | ------------ | ------- |
| Великобритания (BPI)                                                        | Серебряный   | 60 000  |
| Данные о продажах + прослушиваниях приведены только на основе сертификации. |              |         |